# Max Hoelz

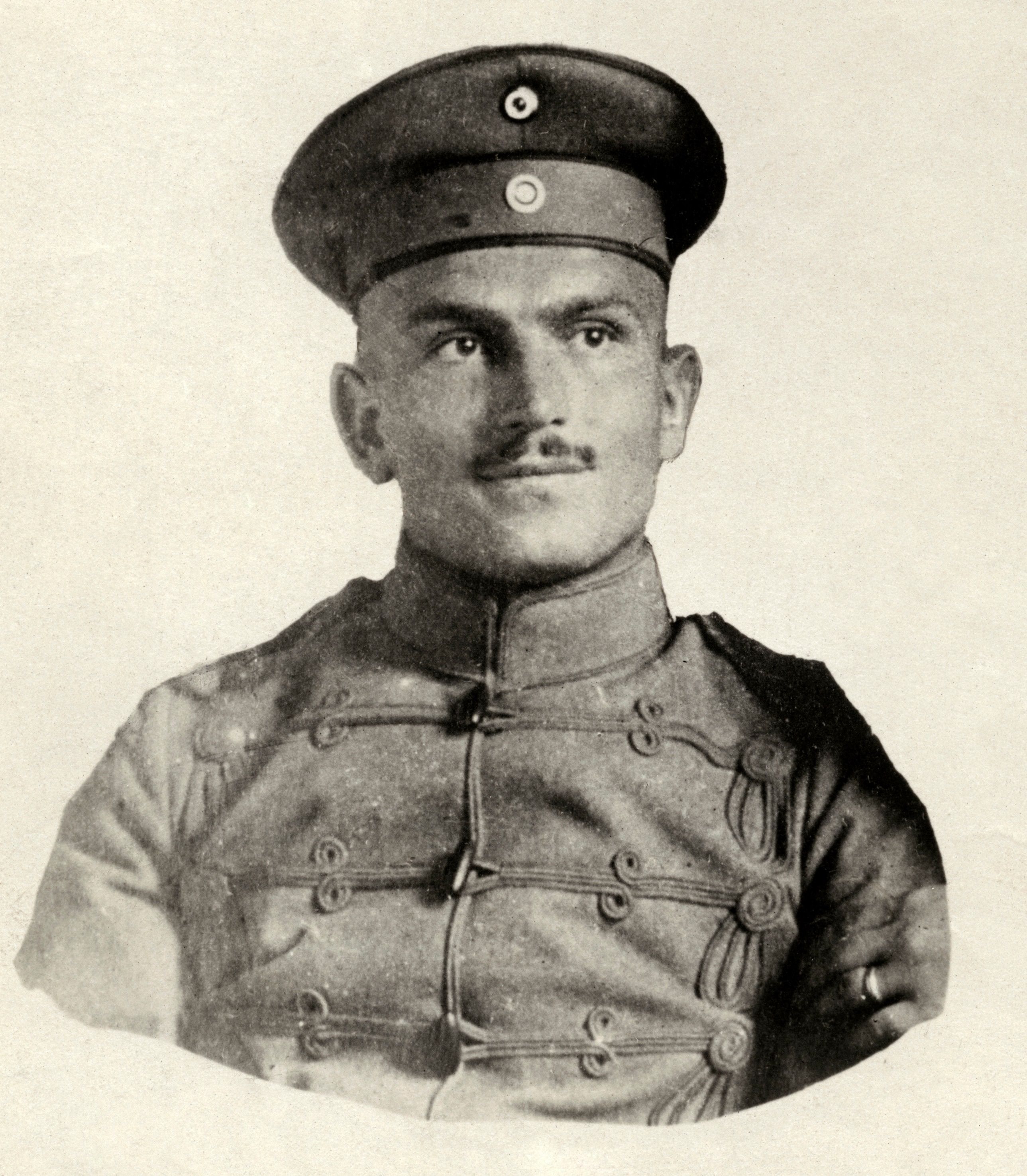
Max Hoelz (ca. 1920)

Max Hoelz (* 14. Oktober 1889 in Moritz bei Riesa; † 15. September 1933 bei Gorki, UdSSR), Schreibweise auch Hölz, war ein deutscher Kommunist.

## Leben

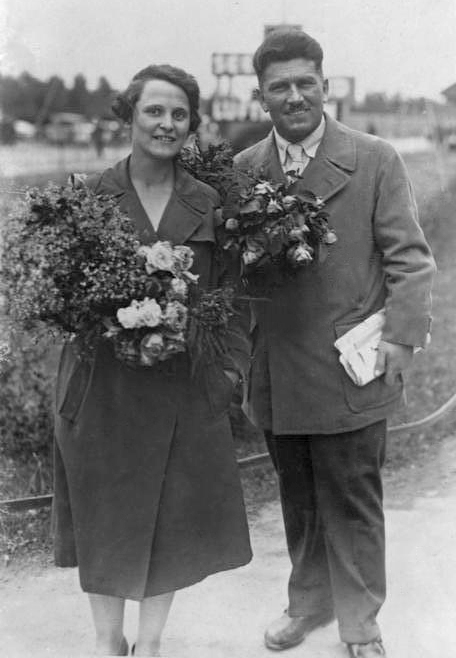
Max Hoelz 1928 mit Ehefrau Traute Loebinger. (Von Klara Buchheim war er 1923 geschieden.)

### In Deutschland
Max Hoelz wurde als Sohn eines Landarbeiters geboren und musste schon als Kind zum Lebensunterhalt der Familie beitragen. Nach dem Besuch der Volksschule arbeitete er als Tagelöhner bei verschiedenen Gutsbesitzern, ging dann als Hoteldiener nach Baden-Baden, arbeitete in London und bildete sich nach seiner Rückkehr nach Deutschland in Berlin und Dresden zum Vermessungstechniker weiter. 1915 heiratete er Klara Buchheim, die Tochter eines Falkensteiner Fuhrunternehmers. Durch den Kriegsdienst im Ersten Weltkrieg politisiert, war Hoelz ab 1918 Mitglied der USPD und ab 1919 der KPD.
Die Historikerin Ursula Büttner bezeichnet ihn als einen „militärisch begabte[n] Abenteurer“. Als Arbeiterführer in Sachsen stellte Hoelz – entgegen dem Willen der KPD-Führung – bewaffnete Kampfgruppen auf, die 1920/21 im Vogtland den nach ihm benannten, stark von anarchistischen Vorstellungen geprägten Aufstand initiierten (siehe dazu Märzkämpfe in Mitteldeutschland). Mehrere Tage lang lieferten sich linke Republikfeinde mit der Polizei einen regelrechten Krieg.
Wegen dieser Aktivitäten schloss ihn die KPD mit der Begründung der Disziplinlosigkeit aus. Hoelz schloss sich nun der linkskommunistischen KAPD an, der er bis Mitte der 1920er Jahre angehörte. Hoelz wirkte 1921 an mehreren Sprengstoffanschlägen gegen Symbole der „Reaktion“ mit. 1921 wurde er zu lebenslangem Zuchthaus verurteilt. Dabei spielte auch der Mord an dem Gutsbesitzer Heß eine Rolle, der Hoelz zur Last gelegt wurde. Doch später fand sich der eigentliche Täter. Anlässlich der 1927 erschienenen Zuchthausbriefe von Hoelz, die von dem bekannten Journalisten Egon Erwin Kisch herausgegeben worden waren, wurde ein Aufruf zahlreicher Intellektueller der Republik (Bert Brecht, Martin Buber, Otto Dix, Albert Einstein, Lion Feuchtwanger, Carl Froelich, Heinrich Mann, Thomas Mann, Ernst Rowohlt, Arnold Zweig etc.) für ein Wiederaufnahmeverfahren veröffentlicht. Am 18. Juli 1928 wurde Hoelz, der zwischenzeitlich wieder der KPD beigetreten war, amnestiert und freigelassen. Hoelz’ Autobiographie erschien 1929 unter dem Titel Vom „Weißen Kreuz“ zur roten Fahne. 

### In der Sowjetunion
Ende August 1929 reiste er für einen Erholungsaufenthalt in die UdSSR, der zunächst für zwei Monate geplant war und bei dem er Stalin und andere hohe Funktionäre traf. Hölz bat darum, den Aufenthalt zu verlängern, da er einen Neunmonatskurs der Leninschule besuchen und Hunderten Vortragseinladungen in sowjetischen Betrieben, Kasernen und Kinderheimen nachkommen wollte, wo man ihn begeistert empfing. Brigaden, Truppenteilen und ganzen Betrieben wurde sein Name verliehen. Neben Ernst Thälmann und Heinz Neumann war er als Redner auf vielen Versammlungen einer breiteren Öffentlichkeit in der Sowjetunion bekannt. Er wirkte als Mittler zwischen deutschen Arbeitern und deren jeweiliger Werksleitung, war zunehmend von den schweren Arbeitsbedingungen enttäuscht und wurde von der GPU überwacht, sodass er nach Deutschland zurückkehren wollte. Eine Rückreise wurde Hoelz – vermutlich aus politischen Erwägungen – jedoch nicht mehr gestattet, seinen Pass behielt die Komintern ein. Im August 1933 wurde Hoelz die deutsche Staatsbürgerschaft aberkannt (sein Name ist in der ersten Ausbürgerungsliste des Deutschen Reichs von 1933 enthalten). Eine Rückkehr war daher vollständig unmöglich geworden.
Die GPU nutzte eine tätliche Auseinandersetzung Hoelz’ mit einem österreichischen Journalisten im Moskauer Hotel Metropol, um ihm den Aufenthalt auf einem Sowchos bei Nischni Nowgorod nahezulegen – mit der Begründung, er wäre so im Zuge von Ermittlungen unauffindbar. Kurz darauf, am Abend des 15. September 1933, ertrank Max Hoelz angeblich in der Oka nahe Gorki. Eine der offiziellen Versionen seines Ablebens spricht von Ertrinken nach dem Kentern seines Bootes im Sturm.

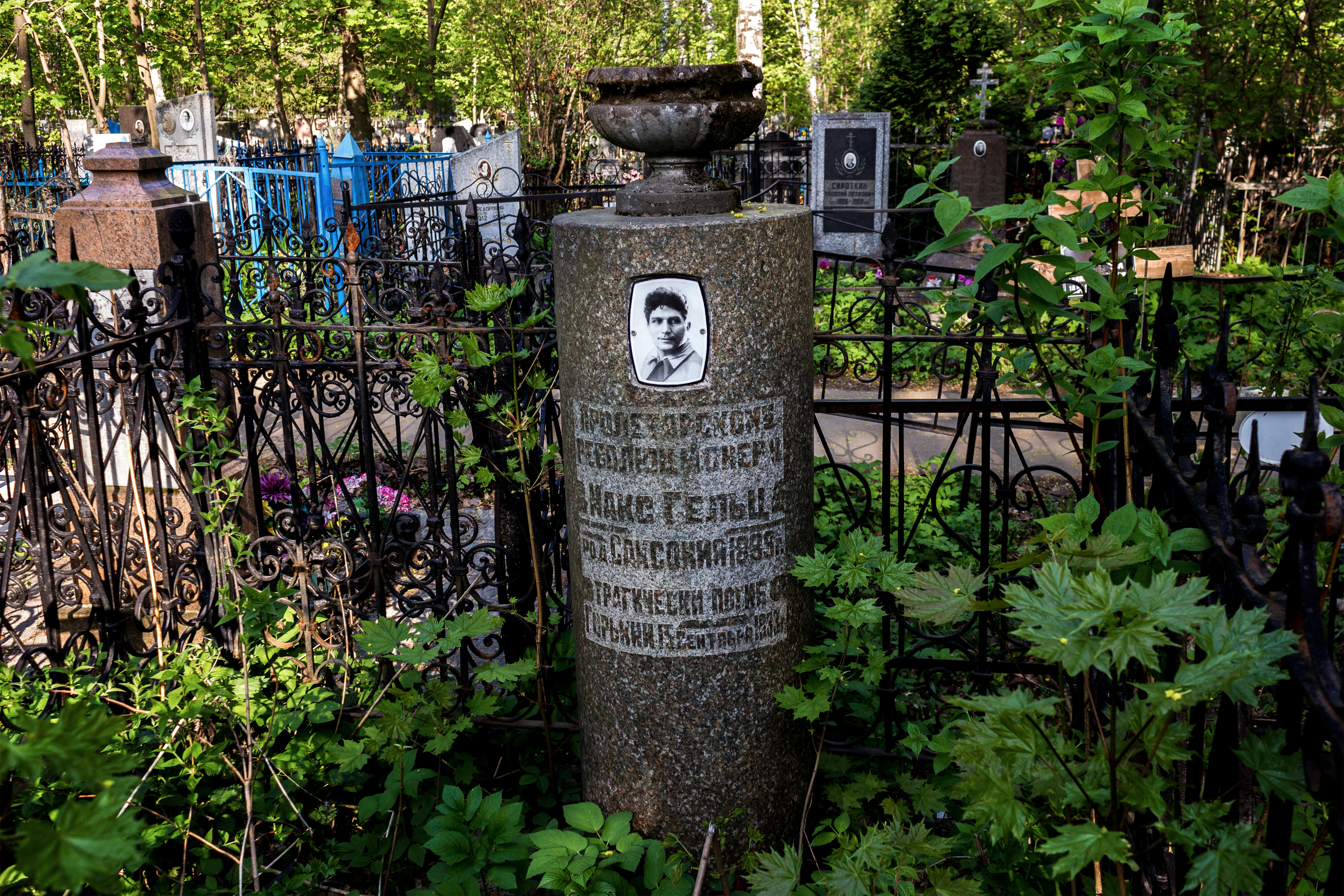
Nischni Nowgorod. Grab von Max Hoelz auf dem Bugrowskoje-Friedhof

Hoelz’ Leiche wurde nach offizieller Darstellung erst drei Tage später gefunden. Sie war etwa einen Meter unter der Wasseroberfläche in der Stahlverstrebung des mittleren Brückenpfeilers eingeklemmt. Bei der dort starken Strömung scheint es unwahrscheinlich, dass er von allein dorthin gelangt sein soll, zudem war Hoelz ein guter Schwimmer. Seine Frau durfte sich dem Leichnam nicht nähern. Sein Tod wurde entgegen sonstigen Gepflogenheiten nur in einer kleinen Zeitungsnotiz bekannt gegeben. Auch wurde er nicht nach Moskau überführt, öffentlich aufgebahrt oder an der Kremlmauer bestattet.
Ossip Pjatnizki, Präsidiumsmitglied der Komintern, wies einige Delegierte und deutsche Kommunisten an, an Hoelz’ Beisetzung teilzunehmen. Er war im örtlichen Gewerkschaftshaus aufgebahrt, die Totenwache hielten Teilnehmer seines Infanterieregiments „Max Hölz“. Wegen seines entstellten Gesichts reisten einige Moskauer Bolschewiken nach der raschen Beisetzung heimlich nach Gorki, um die Umstände aufzuklären. Sie fanden Fischer, die in der Nähe der Pfeiler der neuen Wolgabrücke zwei Männer in einem Boot gesehen hatten, die auf einen mit fremdem Akzent sprechenden Dritten einschlugen. Sie machten ihr Boot an einem Pfeiler fest und hielten den Verletzten offenbar unter Wasser. Nach einiger Zeit verschwanden sie in der Abenddämmerung stromabwärts. Die Zeugen waren unter keinen Umständen bereit, ihre Aussagen zu beeiden oder auch nur schriftlich niederzulegen.

### Nachwirkung
- 1972 produzierte das ZDF das Fernsehspiel Max Hölz. Ein deutsches Lehrstück (Regie: Rudolf Nussgruber) nach einem Drehbuch von Michael Mansfeld, das am 12. Juli des Jahres uraufgeführt wurde.[6]
- Hoelz’ Biographie war auch Grundlage für den DEFA-Spielfilm Wolz – Leben und Verklärung eines deutschen Anarchisten (1973/74) von Günter Reisch (Regie) und Günther Rücker (Szenarium).
- In Falkenstein/Vogtl. wurde am 14. Oktober 1989 ein Gedenkstein für Hoelz errichtet. Bereits am 2. Februar 1990 wurde dieser wieder entfernt.

## Wollenberg-Hoelz-Verschwörung
- siehe Erich Wollenberg#Angebliche Wollenberg-Hoelz-Verschwörung

## Veröffentlichungen
- Hölz’ Anklagerede gegen die bürgerliche Gesellschaft. Gehalten vor dem Moabiter Sondergericht am 22. Juni 1921 in Berlin. Nach dem stenographischen Bericht. Mit einem Vorwort von Felix Halle. Frankes Verlag, Leipzig / Berlin, [1921].
- Briefe aus dem Zuchthaus. Hrsg. und mit einem Nachwort versehen von Egon Erwin Kisch. Erich Reiss Verlag, Berlin 1927. - (Das Buch enthält zudem den Aufruf des neutralen Komitees für Max Hoelz von Alfred Apfel, Bruno Asch, Hans Baluschek u. a. auf den S. 117–127).
- Vom „Weißen Kreuz“ zur roten Fahne. Jugend-, Kampf- und Zuchthauserlebnisse. Malik-Verlag, Berlin 1929. - (Reprint 1969 Verlag Neue Kritik KG, Frankfurt, ISBN 3-8015-0037-3., weiter Reprint Mitteldeutscher Verlag, 1984, ISBN 978-3-87682-789-6).
- »Ich grüße und küsse Dich – Rotfront!« Tagebücher und Briefe, Moskau 1929 bis 1933. Hrsg. [und mit einem Vorwort] von Ulla Plener. Karl Dietz Verlag, Berlin 2005, ISBN 3-320-02053-6. rosalux.de (PDF; 1,5 MB).

## Dokumentar- und Spielfilme
- Max Hölz. Ein deutsches Lehrstück (ZDF 1972, Regie: Rudolf Nussgruber), mit Günter Mack als Max Hoelz.
- Wolz – Leben und Verklärung eines deutschen Anarchisten (DDR 1973, Regie: Günter Reisch), mit Regimantas Adomaitis in der Rolle von Max Hoelz.
- Max Hoelz (DDR 1989, Regie: Günter Jordan)